# Губернатор штату Нью-Йорк
Губернатор Нью-Йорка — головна посадова особа штату Нью-Йорк і глава виконавчої гілки державної влади, а також головнокомандувач військово-морськими силами штату. При виконанні службових обов'язків до губернатора при зверненні слід звертатися як Його/Її Високоповажність.
Посада заснована 1777 року, і першим обраним губернатором Нью-Йорка став Джордж Клінтон — згодом віцепрезидент США. Нині губернатором є демократка Кеті Гокул, колишній віцегубернатор Нью-Йорку, яка обійняла посаду 24 серпня 2021 року після того, як Ендрю Куомо подав у відставку з посади губернатора штату після звинувачень у сексуальних домаганнях.
Резиденція губернатора розміщена в Виконавчому особняку штату Нью-Йорк у столиці штату місті Олбані.

## Повноваження та обов'язки
Губернатор зобов'язаний забезпечувати дотримання державних законів, а також дозволяє або забороняє дію законів, прийнятих Законодавчими зборами штату Нью-Йорк. Також губернатор розглядає питання помилування, за винятком випадків державної зради та імпічменту.
Губернатор Нью-Йорка часто вважається потенційним кандидатом на пост президента. Десять губернаторів були головними претендентами на пост президента, з них шість (включаючи Мартіна ван Бюрена, Гровера Клівленда, Теодора Рузвельта і Франкліна Рузвельта) — виграли. Шість губернаторів Нью-Йорку були віцепрезидентами. Крім того, два губернатора, Джон Джей і Чарльз Еванс Г'юз, обіймали посаду головного судді Сполучених Штатів.

## Історія
Посада губернатора була введена перша Конституцією штату Нью-Йорк 1777 року на два роки. 1874 року поправкою було продовжено термін губернаторства до 3-х років, однак 1894 року термін знову став дворічним. В останній зміні конституції 1938 року остаточно закріпилося положення про губернаторський термін — тепер він став складати 4 роки.

## Заміщення на посаді
Конституцією штату з 1777 року також введено посаду лейтенант-губернатора, який також очолює Сенат штату, на той же термін, що і губернатор. У разі смерті, відставки або імпічменту губернатора, а також відсутності губернатора в штаті, лейтенант-губернатор бере на себе обов'язки і повноваження глави штату.
У разі, якщо посада лейтенант-губернатора стає вакантною, її обіймає тимчасовий президент сенату штату. Він виконує обов'язки лейтенант-губернатора до наступних виборів. Якщо обидві посади стають вакантними, тимчасовий президент сенату стає губернатором з посади лейтенант-губернатора.
Лейтенант-губернатор обирається також на 4 роки окремо від губернатора.